# Mikko Jokela (ishockeyspelare)
För andra betydelser, se Mikko Jokela.
Mikko Jokela, född 4 mars 1980 i Villmanstrand,  är en finländsk professionell ishockeyspelare som spelar som back för KalPa i FM-ligan. Jokela spelade säsongen 2010–11 för Timrå IK i den svenska Elitserien.
Jokela valdes av New Jersey Devils som 96:e spelare totalt i 1998 års NHL-draft.

## Klubbar
- KalPa 1995–1997, 1998–99
- HIFK 1997–98, 2011–2014
- SaiPa 1999–2001
- Albany River Rats 2001–02
- Manitoba Moose 2002–2004
- HPK 2004–2007
- Jokerit 2007–2009
- Dynamo Minsk 2009–10
- Timrå IK 2010–11
- KalPa 2014–